# Lastic (Cantal)
Lastic és un municipi francès, situat al departament de Cantal i a la regió d'Alvèrnia-Roine-Alps.

## Persones il·lustres
- Jean de Lastic (1371-1454) fou un cavaller hospitaler que primer va dirigir el priorat de la llengua d'Alvèrnia i més tard es va convertir en Mestre de l'Hospital.